# Leontia Kallenou
Leontia Kallenou (griechisch Λεοντία Καλλένου; * 5. Oktober 1994 in Dali) ist eine zypriotische Hochspringerin.

## Sportliche Laufbahn
Erste internationale Erfahrungen sammelte Leontia Kallenou bei den Juniorenweltmeisterschaften 2010 in Moncton, bei denen sie mit 1,78 m in der Qualifikation ausschied. Wenig später belegte sie bei den erstmals ausgetragenen Olympischen Jugendspielen in Singapur im Finale den vierten Platz. 2011 gewann sie bei den Spielen der kleinen Staaten Europas in Schaan die Silbermedaille und nahm an den Jugendweltmeisterschaften in Lille teil, bei denen sie bereits in der Qualifikation ausschied. Zudem gewann sie in diesem Jahr die Silbermedaille beim Europäischen Olympischen Jugendfestival und die Goldmedaille bei den Commonwealth-Jugendspielen. 2012 nahm sie lediglich an den Juniorenweltmeisterschaften in Barcelona teil, bei denen sie aber erneut nicht das Finale erreichen konnte. 2013 belegte sie bei den Mittelmeerspielen in Mersin mit neuer Bestleistung von 1,87 m den vierten Platz. Einen Monat später wurde sie bei den Junioreneuropameisterschaften in Rieti Fünfte. 2014 startete sie bei den Commonwealth Games in Glasgow und wurde dort Vierte. Sie wäre für die Europameisterschaften in Zürich qualifiziert gewesen, entschied sich aber, nicht anzutreten um sich auf die nächste Saison vorzubereiten. 
2015 qualifizierte sich Kallenou für die U23-Europameisterschaften in Tallinn und belegte dort im Finale mit 1,81 m den geteilten siebten Platz. Mit ihrer neuen Bestleistung von 1,93 m in der Halle qualifizierte sich Kallenou für die Olympischen Sommerspiele 2016 in Rio de Janeiro. Bei diesen schied sie mit 1,80 m in der Qualifikation aus.
2014 und 2015 wurde sie für die Georgia Bulldogs and Lady Bulldogs der University of Georgia startend US-Collegemeisterin und siegte 2015 auch in der Halle. Trainiert wird sie von Petros Kyprianou, der zahlreiche Topathleten, darunter einige Olympiateilnehmer, betreut. Bisher wurde sie dreimal zypriotische Meisterin im Hochsprung.

## Bestleistungen
- Hochsprung (Freiluft): 1,93 m, 15. Mai 2015 in Starkville (Zyprischer Rekord)
  - Halle: 1,93 m, 13. März 2015 in Fayetteville (Zyprischer Rekord)